# Кастель-Сан-Никколо
Касте́ль-Са́н-Никколо́ (итал. Castel San Niccolò) — коммуна в Италии, располагается в области Тоскана, в провинции Ареццо.
Население составляет 2823 человека (2008 г.), плотность населения составляет 34 чел./км². Занимает площадь 83 км². Почтовый индекс — 52018, 52010. Телефонный код — 0575.
Покровителем коммуны почитается святитель Мартин Турский, празднование 11 ноября.

## Демография
Динамика населения:

## Администрация коммуны
- Официальный сайт: http://www.comune.castel-san-niccolo.ar.it/